# Région métropolitaine d'Atlanta
- Limite de comtés
- Principaux axes de communication

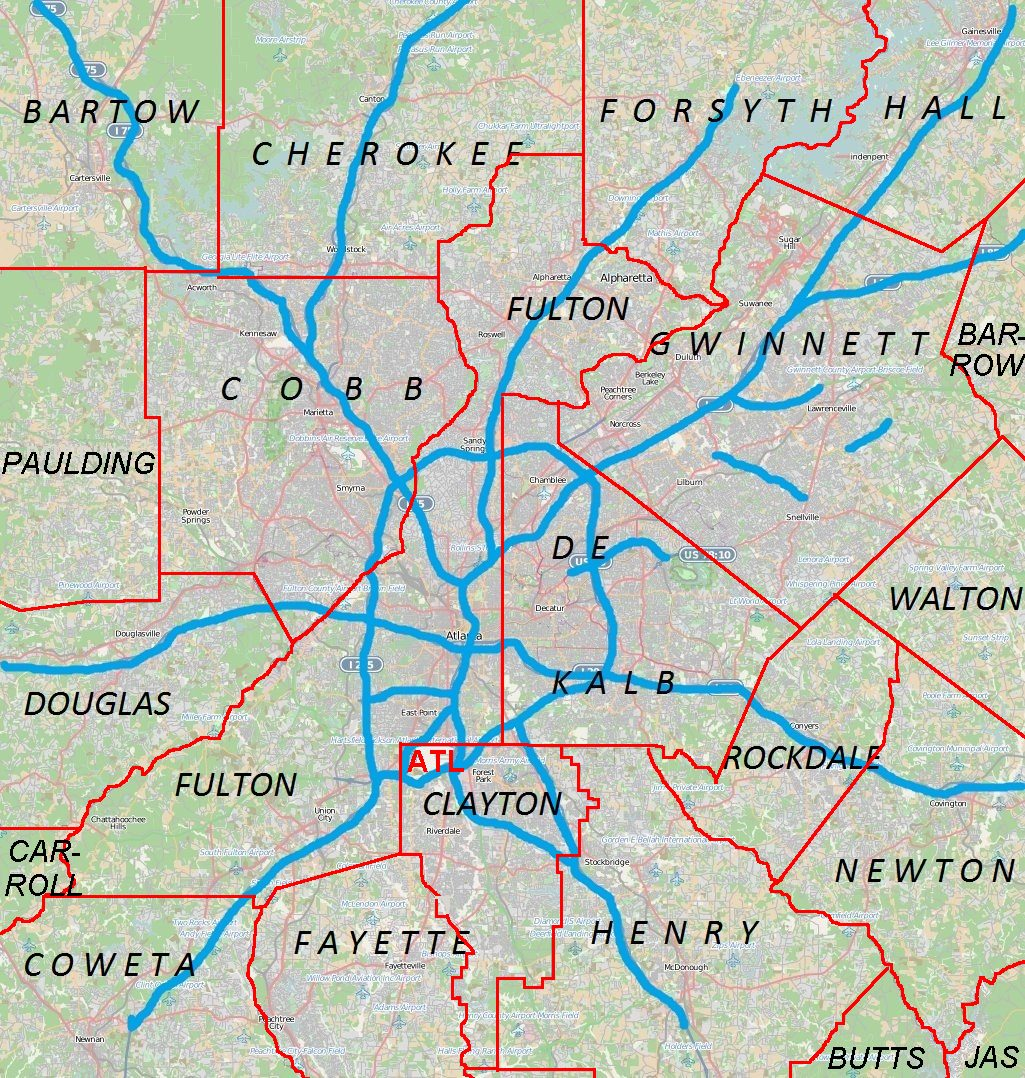
Carte de la région métropolitaine d'Atlanta.

La région métropolitaine d'Atlanta (en anglais Atlanta metropolitan area ; nom officiel Atlanta-Sandy Springs-Roswell Metropolitan Statistical Area ou metro Atlanta) est une aire urbaine et mégalopole centrée sur la ville d'Atlanta, dans l'État de Géorgie, aux États-Unis. Depuis 2023, c'est la sixième aire urbaine la plus peuplée du pays, avec 6,3 millions d'habitants.

## Municipalités

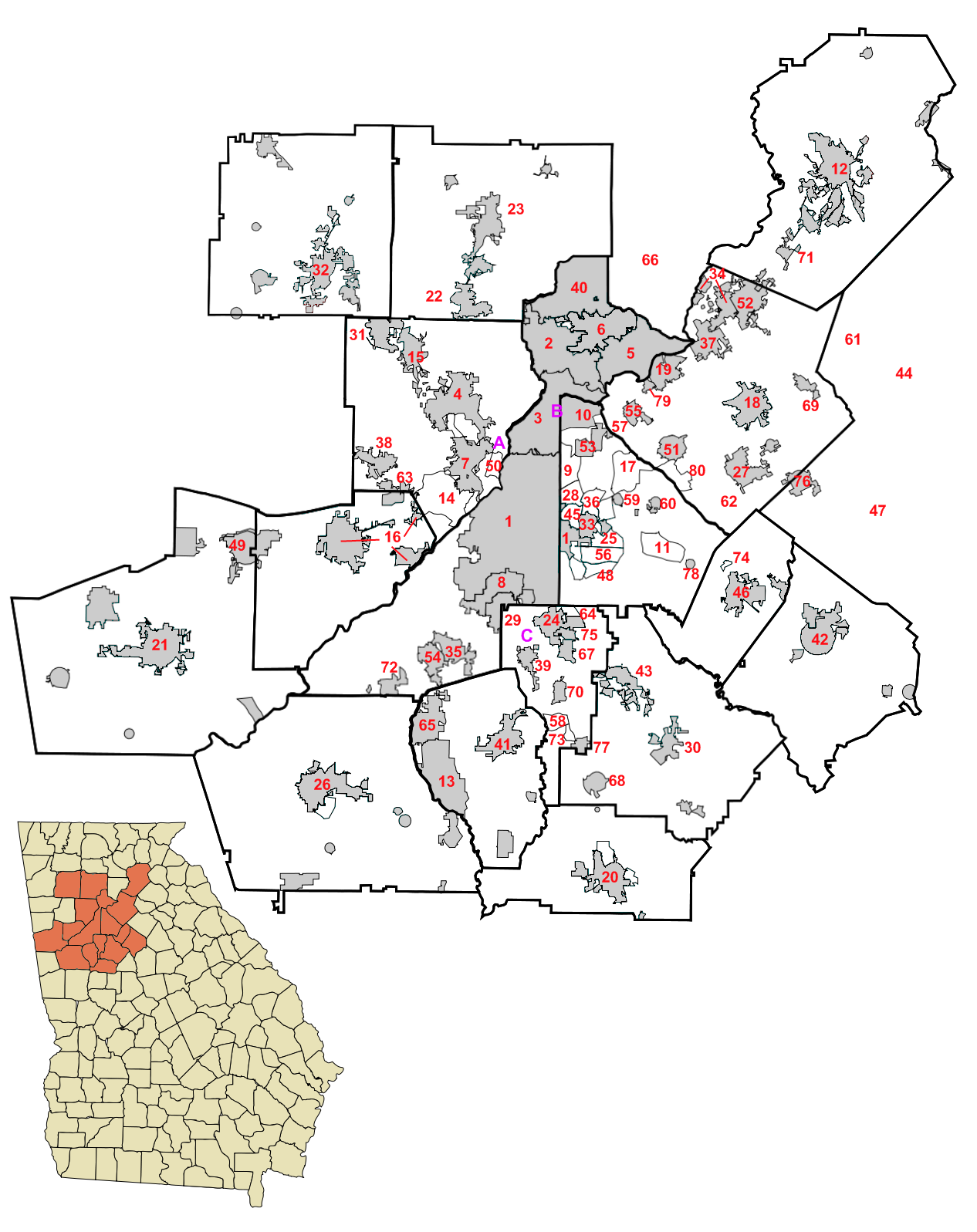
Les banlieues d'Atlanta et la carte des villes environnantes. À noter que les villes nouvellement incorporées Brookhaven et Peachtree Corners ne sont pas encore représentées comme incorporées (en gris) sur la carte.

### Villes limitrophes
- Cumberland
- Perimeter Center (en)
- la zone de l'aéroport Hartsfield-Jackson

Plus de la moitié de la population de la région métropolitaine est dans des zones non constituées en personne morale ou des zones considérées comme un Census-designated place (CDP) par le bureau du recensement. La région métropolitaine d'Atlanta comprend les banlieues incorporées et non constituées en personne (à l'intérieur et à l'extérieur de la ville), les banlieues et les villes environnantes, classées par population à partir de 2010 :

### Villes et banlieues
Ville principale
- Atlanta : 420 003 hab.

Lieux de 75 000 à 99 999 habitants
- Sandy Springs : 93 853 hab.
- Roswell : 88 346 hab.
- Johns Creek : 76 728 hab.

Lieux de 50 000 à 74 999 habitants
- Alpharetta : 57 551 hab.
- Marietta : 56 579 hab.
- Smyrna : 51 271 hab.

Lieux de 25 000 à 49 999 habitants
- Dunwoody : 46 267 hab.
- Brookhaven (Nord d'Atlanta) : 40 456 hab.
- Mableton (CDP) : 37 115 hab.
- Peachtree City : 34 364 hab.
- Peachtree Corners : 34 274 hab.
- Gainesville : 33 804 hab.
- East Point : 33 712 hab.
- Newnan : 33 039 hab.
- Redan (CDP) : 33 015 hab.
- Milton : 32 661 hab.
- Douglasville : 30 961 hab.
- Kennesaw : 29 783 hab.
- Chamblee : 29 231 hab.
- Lawrenceville : 28 546 hab.
- Tucker (CDP) : 27 581 hab.
- Duluth : 26 660 hab.
- Stockbridge : 25 636 hab.

Lieux avec moins de 24 999 habitants
- Carrollton : 24 389 hab.
- Woodstock : 23 896 hab.
- Griffin : 23 643 hab.
- Candler-McAfee (CDP) : 23 025 hab.
- Canton : 22 958 hab.
- Dallas : 22 604 hab.
- McDonough : 22 084 hab.
- Acworth : 20 425 hab.
- Cartersville : 19 731 hab.
- Union City : 19 456 hab.
- Decatur : 19 335 hab.
- North Druid Hills (CDP) : 18 947 hab.
- Sugar Hill : 18 522 hab.
- Forest Park : 18 468 hab.
- Snellville : 18 242 hab.
- North Decatur (CDP) : 16 698 hab.
- Fayetteville : 15 945 hab.
- Lithia Springs (CDP) : 15 491 hab.
- Suwanee : 15 355 hab.
- Conyers : 15 195 hab.
- Belvedere Park (CDP) : 15 152 hab.
- Riverdale : 15 134 hab.
- Druid Hills (CDP) : 14 568 hab.
- Winder : 14 099 hab.
- Villa Rica : 13 956 hab.
- College Park : 13 942 hab.
- Powder Springs : 13 940 hab.
- Monroe : 13 234 hab.
- Covington : 13 118 hab.
- Fairburn : 12 950 hab.
- Buford : 12 225 hab.
- Lilburn : 11 596 hab.
- Mountain Park (CDP) : 11 554 hab.
- Loganville : 10 458 hab.
- Panthersville (CDP) : 9 749 hab.
- Vinings (CDP) : 9 734 hab.
- Thomaston : 9 170 hab.
- Norcross : 9 116 hab.
- Doraville : 8 330 hab.
- Clarkston : 7 554 hab.
- Braselton : 7 511 hab.
- Irondale (CDP) : 7 446 hab.
- Centerville (CDP) : 7 148 hab.
- Hampton : 6 987 hab.
- Auburn (CDP) : 6 887 hab.
- Tyrone (CDP) : 6 879 hab.
- Barnesville : 6 775 hab.
- Austell : 6 581 hab.
- Morrow : 6 445 hab.
- Lovejoy : 6 422 hab.
- Hapeville : 6 373 hab.
- Conley (CDP) : 6 228 hab.
- Stone Mountain : 5 802 hab.
- Flowery Branch : 5 679 hab.
- Cumming : 5 430 hab.
- Locust Grove : 5 402 hab.
- Jonesboro : 4 724 hab.
- Palmetto : 4 448 hab.
- Dacula : 4 442 hab.
- Bonanza (CDP) : 3 135 hab.
- Avondale Estates : 2 960 hab.
- Lakeview Estates (CDP) : 2 695 hab.
- Lake City : 2 612 hab.
- Chattahoochee Hills : 2 378 hab.
- Lithonia : 1 924 hab.
- Berkeley Lake : 1 574 hab.